# Restaurant to Another World
Restaurant to Another World, connue au Japon sous le nom de Isekai Shokudō (異世界食堂, litt. Le Restaurant vers un autre monde), est une série de light novel japonais écrite par Junpei Inuzuka. Publiée à l'origine comme une websérie sur le site Shōsetsuka ni narō, la série a depuis été publiée par l'éditeur Shufunotomo avec des illustrations d'Eiji Usatsuka dans leur collection Hero Bunko depuis février 2015, dont cinq volumes ont été publiés à ce jour.
La série a été adaptée en manga par Takaaki Kugatsu ; cette adaptation est prépubliée par Square Enix dans son magazine de prépublication, le Young Gangan, entre le 18 novembre 2016 et le 21 juin 2019.
Une adaptation en série télévisée d'animation produite par SILVER LINK. a été diffusée pour la première fois au Japon entre le 3 juillet et le 18 septembre 2017. Une deuxième saison est annoncée pour octobre 2021.

## Intrigue
Le restaurant Antre du chat (洋食のねこや, Yōshoku no Nekoya) est un restaurant situé dans un coin mondain d'un quartier commerçant de Tokyo qui propose une cuisine non japonaise, la plupart des plats proviennent du monde occidental. Il est ouvert en semaine selon les heures d'ouverture habituelles et est fermé pendant les vacances et les week-ends. Mais en réalité, le restaurant est secrètement ouvert le samedi pour une clientèle assez particulière, en effet, durant les week-ends des portes reliant au restaurant apparaissent dans un autre monde ; ce monde parallèle est habité par des elfes, des dragons, des animaux humanoïdes et d'autres créatures fantastiques. Ceux-ci entrent affamés dans l'Antre du chat et goûtent avec extase au menu proposé, certains étant même des clients réguliers…

## Personnages

### Personnel du restaurant
Chef (店主, Tenshu)
Voix japonaise : Junichi Suwabe,,,,
Le propriétaire de l'Antre du chat. Un homme célibataire dans la trentaine, il est le petit-fils d'un couple qui a ouvert le restaurant et l'a hérité quand son grand-père est mort il y a 10 ans. Un maître culinaire exceptionnel, il aime cuisiner pour le groupe varié de clients qui visitent son restaurant chaque samedi, car ils apprécient beaucoup sa cuisine. Résultant du mélange de tant d'êtres divers dans un espace, le restaurant est devenu une région neutre, car aucun des invités - quelles que soient leurs différences personnelles - ne veulent pas manquer la cuisine du Chef.
Arletta (アレッタ, Aretta)
Voix japonaise : Sumire Uesaka,,,,
Une démon qui, en raison de son manque de « Bénédiction » du Dieu des créatures magiques, n'est pas très différente des humains, mis à part ses cornes sur sa tête. Rejeté par le monde humain et finissant vagabonde, elle a découvert une entrée interdimensionnelle de l'Antre du chat qui est apparu près de son lieu de repos et est entrée à l'intérieur du restaurant à la recherche de nourriture pendant ses heures de fermetures. Après s'être remplie et endormie dans la cuisine, elle a été retrouvée par le Chef le lendemain matin, ce dernier lui propose un travail de serveuse tous les samedis (le restaurant s'ouvre à l'autre monde tous les samedis), une proposition qu'Arletta accepte avec joie. Elle trouve plus tard un travail supplémentaire en tant que femme de ménage de Sarah Gold.
Noire (黒, Kuro)
Voix japonaise : Saori Ōnishi,,,
L'une des six grands dragons anciens de l'autre monde dotée de la mort. Le fait de sa simple présence tue tous les êtres vivants des environs à cause de la faible aura de mort qu'elle émet. Pour éviter de tuer plus d'innocents, elle s'exila sur la lune brisée du monde. Par pur hasard, une porte vers l'Antre apparaît à proximité d'elle, en entra dans le restaurant et en connaissant rien des coutumes humaines dû à son long isolement, elle finit par consommer tellement de curry de poulet que sa vieille amie, la Reine Rouge, incite le Chef à l'embaucher comme serveuse pour rembourser ce qu'elle consomme. Pour communiquer avec les autres, Noire adopte la forme d'une jeune elfe aux cheveux noirs, même si elle communique habituellement télépathiquement.
Daiki Yamagata (山方 大樹, Yamagata Daiki)
Voix japonaise : Kazuhiko Inoue
Le précédent Chef de l'Antre du chat et le grand-père du Chef actuel. Il apparaît dans des flash-back lorsque le Chef réfléchit aux clients plus âgés qui sont devenus les clients de son grand-père.
Yomi (ヨミ) / Koyomi Yamagata (山方 暦, Yamagata Koyomi)
Voix japonaise : Kikuko Inoue
Une guerrière de l'autre monde, et une membre des Quatre héros légendaires. Au cours de leur combat contre un dieu démoniaque malveillant il y a plus de soixante-dix ans, elle a traversé un trou de ver interdimensionnel et a fini sur Terre, où elle s'est mariée avec Daiki Yamagata, le grand-père du Chef, et a géré l'Antre du Chat avec lui. Seul Altorius connaissait ce secret, jusqu'à ce qu'il décide de dire à Alexander quand ils ont visité le restaurant ensemble.

### Clients
Altorius (アルトリウス, Arutoriusu)
Voix japonaise : Motomu Kiyokawa,
Un vieux sage et magicien qui est un célèbre héros du continent oriental de l'autre monde. Il est le responsable de la traduction des plats principaux du menu de l'Antre dans la langue de son monde, et c'est apparemment celui qui a commencé la tradition à surnommer ses camarades de l'Antre suivant leurs plats préféré. Son ancienne élève, la demi-elfe Victoria, est également une cliente de l'Antre. Son plat de prédilection est la côtelette de porc panée (ロースカツ, Rōsukatsu).
Tatsugorō (タツゴロウ)
Voix japonaise : Hōchū Ōtsuka,,
Un légendaire rōnin et un grand bretteur errant venant du continent occidental de l'autre monde. Il est un bon ami avec Altorius, malgré (ou peut-être car) le fait qu'ils finissent souvent par débattre sur leurs plats préférés respectifs qui est mieux que l'autre. Il adore le Teriyaki (テリヤキ).
Reine Rouge (赤の女王, Aka no Joō)
Voix japonaise : Shizuka Itō,,
Un dragon rouge femelle, et l'une des six grands dragons anciens de l'autre monde maîtrisant le feu, qui a plus de 100 000 ans. Lorsqu'elle se rend au restaurant, elle adopte la forme d'une femme humaine voluptueuse et aux cheveux roux, avec de grandes cornes triangulaires qui sort de sa tête ; pour éviter tout problème, elle arrive seulement après que les autres clients sont partis. Dû à son avarice naturelle et à son goût particulier pour le ragoût de bœuf (ビーフシチュー, Bīfu Shichū) du Chef, dont elle habituellement prend une énorme marmite quand elle rentre pour une collation, elle considère l'Antre du chat et son personnel comme son propre « trésor ».
Sarah Gold (サラ・ゴールド, Sara Gōrudo)
Voix japonaise : Kiyono Yasuno,,,
Sarah, une résidente du Royaume des Démons, est membre de la famille marchande influente des Gold et la descendante du fameux chasseur de trésor décédé, William Gold. Prise par la fièvre de l'aventure, qui est considérée comme une malédiction au sein de sa famille, Sarah est devenue elle aussi une chasseuse de trésor professionnelle et, à la suite des descriptions de William sur sa porte personnelle vers l'Antre dans une mine abandonnée, elle a apprécié les menchi-katsu (メンチカツ, Menchikatsu) du Chef, qui était le plat préféré de son aïeul William. Au cours de ses visites à l'Antre, elle devient également proche de Heinrich Seeleman.
Heinrich Seeleman (ハインリヒ・ゼーレマン, Hainrihi Zēreman)
Voix japonaise : Tomokazu Sugita,,
Un noble venant du Duché de Samanark du continent oriental qui est obsédé par les crevettes tempura, dont il n'a pas pu apprécié le goût depuis qu'il a quitté sa ville d'enfance au bord de la mer pour devenir un chevalier. Après qu'il est arrivé jusqu'à l'Antre au cours d'une mission d'une grande importance et a appris comment revenir à cet endroit, il est devenu un grand consommateur de crevettes frites (エビフライ, Ebi Furai). À l'occasion de ses visites, il se familiarise avec la chasseuse de trésor Sarah Gold.
Alphonse Flügel (アルフォンス・フリューゲル, Arufonsu Furyūgeru)
Voix japonaise : Fumihiko Tachiki,
Un grand commandant d'une principauté du continent oriental qui a fait naufrage à la suite d'une attaque du Kraken et échoué sur une île tropicale isolée durant vingt ans. Sur l'île, Flügel a découvert une porte vers l'Antre, qui était encore dirigée par le grand-père du Chef, et s'est vu servir du riz au curry (カレーライス, Karē Raisu) de l'ancien Chef. Après avoir été secouru, il parvient à trouver une autre porte vers le restaurant et à se fait plaisir avec son plat préféré une fois de plus.
Thomas Alfeido (トマス・アルフェイド, Tomasu Arufeido)
Voix japonaise : Yūsaku Yara
Il est l'ancien patron d'Alfeido et Cie, une grande entreprise d'alimentation dans l'autre monde spécialisée dans les pâtes alimentaires. Il est surnommé « l'inventeur culinaire de génie », dû au fait qu'il a su faire des pâtes « un plat du peuple » à « l'aliment des aristocrates » et créé de nouvelles sauces, de nouveaux assaisonnements. Son inspiration provient en réalité de son interaction commerciale mensuelle avec l'Antre du chat, dont l'une des portes s'ouvre directement dans la cave de son entreprise. En retour des revenus des Saturni (Samedi) du restaurant et d'une portion gratuite de spaghetti avec de la sauce bolognaise (ミートソース, Mīto Sōsu), Thomas lui fournit des ingrédients exclusifs de l'autre monde qui rend ses plats savoureux pour ses clients du Samedi.
Sirius Alfeido (シリウス・アルフェイド, Shiriusu Arufeido)
Voix japonaise : Hiro Shimono
Sirius est le petit-fils de Thomas qui l'emmène de temps en temps avec lui. Tout comme son grand-père, il est également très friand de spaghetti à la Naporitan (ナポリタン) de l'Antre.
Adelheid (アーデルハイド Āderuhaido)
Voix japonaise : Reina Ueda
La jeune princesse du Grand Empire du continent oriental de l'autre monde nommée d'après son arrière-grand-mère qui est souvent envoyée par ses parents au domaine de son grand-père pour sa santé puisqu'elle souffre d'une maladie non spécifiée et incurable mais connu sous le nom de « maladie des pauvres ». Son défunt grand-père l'a emmenée à l'Antre lors d'une de ses visites quand elle était très jeune, au cours de laquelle elle est venue apprécier le parfait au chocolat (チョコレートパフェ, Chokorēto Pafe) du Chef que son grand-père a qualifié de « nuages » ; elle n'est retournée au restaurant que plusieurs années plus tard, une visite qui a renouvelé ses mémoires d'enfance vagues.
Wilhelm (ヴィルヘイム, Viruheimu)
Voix japonaise : Hiroshi Naka
Le fondateur et premier dirigeant du Grand Empire. Il est aussi le grand-père d'Adelheid, qui, lors de sa dernière visite avant sa mort, l'a emmenée à l'Antre du chat pour réduire sa solitude d'être éloignée de sa famille. Il adorait les korokke (コロッケ, Korokke).
Lionel (ライオネル, Raioneru)
Voix japonaise : Nobuyuki Hiyama
Un des habitués les plus âgés du grand-père du Chef, Lionel est un puissant guerrier homme-lion qui a été capturé et semblait destiné à finir ses jours en tant qu'esclave-gladiateur. Il a été épargné de ce sort quand la porte de l'Antre est apparue accidentellement directement dans sa cellule. Après avoir repris des forces grâce à la nourriture qui lui a été servi là-bas, il a gagné sa liberté en moins d'un an et choisit dans restaurant comme plat le katsudon (カツ丼) depuis plus de vingt ans.
Gagampo (ガガンポ, Gaganpo)
Voix japonaise : Makoto Yasumura
Un homme-lézard issu des marais de la pointe la plus au sud-est du continent oriental de l'autre monde. Déjà adulte parmi son peuple à l'âge de huit ans, il est un chasseur et guerrier expérimenté parmi sa tribu, les Queues Bleues. Sa tribu a visité l'Antre du chat grâce à la porte reliant à l'autre monde il y a environ trente ans ; et à cause de son aspect merveilleux et de la nourriture délicieuse qu'on y retrouvée, la place où la porte apparaît est maintenant devenu un lieu sacré pour la tribu, qui envoie son champion le plus digne tous les saturni pour ramener différents omuraisu (オムライス) pour que la tribu puisse profiter.
Fardania (ファルダニア, Farudania)
Voix japonaise : Yōko Hikasa
Une jeune elfe des bois qui est demi-orpheline et est adorée par son père constamment inquiet. Tout en rassemblant les ingrédients pour le dîner d'anniversaire de sa défunte mère, elle a découvert une porte vers l'Antre et, lorsque le menu du restaurant ne l'a pas tenté en raison de sa disposition végétalienne, le Chef a créé un plat de tofu spécialement pour elle, auquel elle est devenue assez friand.
Victoria Samanach (ヴィクトリア・サマナーク, Vikutoria Samanāku)
Voix japonaise : Yukari Tamura
Descendante d'une vieille et longue famille dirigeant la puissante et vaste principauté de Samanach du continent oriental, des gènes elfiques vielles de plusieurs milliers d'années se sont manifestés chez Victoria, la rendant semi-elfe. Malheureusement, ces gènes font qu'elle est marginalisée parmi la société humaine. En choisissant le chemin de la magie, elle est devenue l'élève modèle du sage Altorius et a visité l'Antre pour la première fois avec lui, où elle est devenue la responsable de la rédaction du menu des desserts. Elle adore le flan à la Mode (プリンアラモード, Purin a ra Mōdo) et afin de garder sa réserve de flan qu'elle emporte, elle a inventé un équivalent magique d'une glacière motorisée.
Arte (アルテ, Arute)
Voix japonaise : Ayaka Suwa
Arte est une jeune sirène de la mer du Sud de l'autre monde et une prêtresse du « Dieu bleu » (青の神, Ao no Kami) des mers, insinuant qui l'est « Bleu » (青, Ao), l'un des six grands dragons anciens de l'autre monde. Grâce à sa magie, elle peut changer ses nageoires en pieds de dragon, ce qui lui permet de visiter le Nekoya. Elle aime déguster le steak haché (ハンバーグ, Hanbāgu) du Chef.
Rokei (ロウケイ, Roukei)
Voix japonaise : Yoshitsugu Matsuoka
Un jeune pêcheur qui a été pris par surprise dans une tempête en mer, mais a été sauvé de la noyade grâce à Arte. En remboursement pour son salut, Arte lui a demandé de l'argent pour payer son plat préféré au steak de Nekoya, du steak haché. Après l'avoir accompagnée au restaurant, Rokei est devenu très attaché à Arte et au steak haché.
Guilhem (ギレム, Giremu) et Gard (ガルド, Gardo)
Voix japonaise : Tetsu Inada (Guilhem) ; Tomoyuki Shimura (Gard)
Guilhem est un nain brasseur qui, une fois, est tombé sur l'une des portes menant à l'Antre et a développé une passion pour ses fruits de mer frits et ses boissons alcoolisées. Après avoir présenté son ami Gard, un orfèvre, à ces mets fins exotiques, les deux compères établissent un point de repos sur le site où apparaît la porte de l'Antre, mais conservent leur accès exclusif à la porte interdimensionnelle.
Shareef (シャリーフ, Sharīfu)
Voix japonaise : Atsushi Tamaru
Le jeune prince du pays magique, la Contrée des Sables, au sud du continent occidental et un mage entraîné. Il est passionné par la princesse Adelheid, qui est sa principale raison de visiter l'Antre, mais n'a pas le courage de lui avouer ses sentiments. En raison de son goût pour le café rafraîchi du restaurant, appelé café à la glace (コーヒーフロート, Kōhīfurōto), lui et sa sœur ont introduit la boisson dans leur pays, où il est devenu un régal très populaire.
Renner (ラナー, Ranā)
Voix japonaise : Shino Shimoji
La demi-sœur plus jeune de Shareef par une mage qui a épousé leur père et les a formés tous les deux dans les arts de la magie. Elle essaie de soutenir son frère de suivre ses affections pour la princesse de l'Empire de l'Est, mais elle est exaspérée par son incapacité à lui parler même en face. À l'Antre, elle aime particulièrement les sodas à la glace (クリームソーダ, Kurīmusōda).
Tiana Silvario XVI (ティアナ・シルバリオ16世, Tiana Shirubario Jūrokusei)
Voix japonaise : Yoshino Aoyama
Elle est une fée et la reine du Pays des fleurs. Une fois que la porte de l'Antre est apparue dans son royaume, elle prend régulièrement un groupe sélectionné de ses sujets dans le restaurant pour prendre ses crêpes aux fruits.
Christian (クリスティアン, Kurisutian)
Voix japonaise : Katsuyuki Konishi
Un elfe des bois et un ami du père de Fardania, Edmond. Christian est un voyageur compétent qui, après sa propre rencontre avec l'Antre, s'intéresse aux techniques de préparation des aliments humains et tente de les adapter à la cuisine elfique. Il est particulièrement fier d'avoir répliqué du miso et du tofu à l'aide de fèves elfiques.
Arius (アーリウス, Āriusu) et Iris (イリス, Irisu)
Voix japonaise : Ayaka Asai (Arius) ; Nao Tōyama (Iris)
Un couple de jeunes sirines venant de la mer continentale entre les autres continents oriental et occidental. Alors que Arius est instruit mais timide, Iris est la plus énergique et impulsive des deux. Après avoir trouvé la porte de l'Antre sur l'île où Alphonse Flügel a été bloqué pendant vingt ans, ils se sont installés sur l'île pour leurs visites régulières au restaurant.

### Autres
Alexander (アレクサンデル, Arekusanderu)
Voix japonaise : Takahiro Sakurai
Un mercenaire semi-elfe lubrique et un épéiste hors pair, et avec Altorius l'un des quatre héros légendaires. Il est également le père de Wilhelm, le fondateur de l'Empire du Continent oriental.
Balrog (バルログ, Barurogu)
Voix japonaise : Masayuki Katō
Un démon servant de valet à la Reine Rouge et qui réside avec elle dans son nid sommet de la montagne.
Shia Gold (シア・ゴールド, Shia Gōrudo)
Voix japonaise : Sumire Morohoshi
La sœur cadette de Sarah Gold qui est restée une bonne jeune fille de la haute société, bien qu'elle s'intéresse beaucoup à sa sœur aînée et la visite de temps en temps. Bien qu'elle ne visite pas personnellement l'Antre, elle vient apprécier les biscuits que le Chef a reçus d'une connaissance de sa boulangerie et qui lui a été initialement servi par Aletta.
Edmond (エドモンド, Edomondo)
Voix japonaise : Susumu Chiba
Le père de Fardania, qui a perdu sa femme Matilda lorsque Fardania était encore jeune.

## Productions et supports

### Light novel
La websérie, écrite par Junpei Inuzuka, est initialement publiée sur le site Shōsetsuka ni narō le 4 janvier 2013, dont la publication est toujours en cours ; le roman a été adapté en format light novel avec des illustrations d'Eiji Usatsuka, édité par Shufunotomo dans sa collection Hero Bunko, dont le premier volume est disponible depuis le 28 janvier 2015.

#### Liste des volumes
| no | Japonais          | Japonais          |
| no | Date de sortie    | ISBN              |
| -- | ----------------- | ----------------- |
| 1  | 28 février 2015   | 978-4-0741-1329-3 |
| 2  | 29 juillet 2015   | 978-4-0740-2158-1 |
| 3  | 30 septembre 2016 | 978-4-0742-0009-2 |
| 4  | 30 juin 2017      | 978-4-0742-6242-7 |
| 5  | 30 mars 2019      | 978-4-0742-6242-7 |

### Manga
Une adaptation manga des light novel par Takaaki Kugatsu est lancée dans le 23e numéro de 2016 du magazine de prépublication de seinen manga Young Gangan, sorti le 18 novembre 2016. Le dernier chapitre est publié dans le 13e numéro de 2019, paru le 21 juin 2019. Le premier chapitre du manga, sur le menchi-katsu, reprend celui du roman web original, mais le deuxième chapitre est différent. Les chapitres sont rassemblés et édités dans le format tankōbon par Square Enix avec le premier volume publié le 17 juillet 2014 ; la série compte au total quatre tankōbon.

#### Liste des tomes
| no | Japonais          | Japonais          |
| no | Date de sortie    | ISBN              |
| -- | ----------------- | ----------------- |
| 1  | 24 juin 2017      | 978-4-7575-5391-0 |
| 2  | 25 septembre 2017 | 978-4-7575-5485-6 |
| 3  | 25 juillet 2018   | 978-4-7575-5765-9 |
| 4  | 25 juin 2019      | 978-4-7575-6081-9 |

### Anime
L'auteur a rapporté dans un article publié le 7 septembre 2016 sur le site Shōsetsuka ni narō qu'un projet d'adaptation des light novel en anime est en cours, qui plus tard a été révélé comme une série télévisée d'animation,,,. La série est diffusée pour la première fois au Japon entre le 4 juillet et le 19 septembre 2017 sur Tokyo MX et un peu plus tard sur AT-X et BS Japan,. Crunchyroll détient les droits de diffusion en simulcast de la série dans le monde entier, excepté en Asie,.
L'anime est produite par le studio SILVER LINK., dans lequel Masato Jinbo est chargé de la réalisation de la série et du scénario, l'adaptation des chara-designs originaux est quant à elle confiée à Takao Sano et à Keiichi Sano. La société EXIT TUNES est responsable de la production musicale,,,,.
May'n collabore avec le groupe d'idoles Wake Up, Girls! sous le nom Wake Up, May'n ! pour réaliser l'opening de la série intitulé One In A Billion tandis que l'ending, intitulé Chīsana Hitotsubu (ちいさなひとつぶ, litt. « Un petit grain »), est interprété par Kiyono Yasuno,.
Une seconde saison est annoncée en avril 2021. Sa diffusion est prévue à partir du 1er octobre 2021

#### Liste des épisodes
| No | Titre français                           | Titre japonais                          | Titre japonais            | Date de 1re diffusion |
| No | Titre français                           | Kanji                                   | Rōmaji                    | Date de 1re diffusion |
| -- | ---------------------------------------- | --------------------------------------- | ------------------------- | --------------------- |
| 1  | Ragoût de bœuf et formule petit-déjeuner | 『ビーフシチュー』 『モーニング』       | Bīfu shichū Mōningu       | 4 juillet 2017        |
| 2  | Croquette de viande et crevette frite    | 『メンチカツ』 『エビフライ』           | Menchi Katsu Ebi Furai    | 11 juillet 2017       |
| 3  | Sauce bolognaise et parfait au chocolat  | 『ミートソース』 『チョコレートパフェ』 | Mīto Sōsu Chokorēto Pafe  | 18 juillet 2017       |
| 4  | Omelette au riz et steak de tofu         | 『オムライス』 『豆腐ステーキ』         | Omuraisu Tōfu Sutēki      | 25 juillet 2017       |
| 5  | Porc pané sur du riz et flan à la Mode   | 『カツ丼』 『プリンアラモード』         | Katsudon Purin Aramōdo    | 1er août 2017         |
| 6  | Sandwichs et pommes de terre au beurre   | 『サンドイッチ』 『じゃがバター』       | Sandoicchi Jaga Batā      | 8 août 2017           |
| 7  | Riz au curry et curry au poulet          | 『カレーライス』 『チキンカレー』       | Karē Raisu Chikin Karē    | 15 août 2017          |
| 8  | Steak haché et assortiment de biscuits   | 『ハンバーグ』 『クッキーアソート』     | Hanbāgu Kukkīasōto        | 22 août 2017          |
| 9  | Fritures de la mer et soda mousse        | 『シーフードフライ』 『クリームソーダ』 | Shīfūdo Furai Kurīmu Sōda | 29 août 2017          |
| 10 | Crêpes aux fruits et spaghettis au nattō | 『納豆スパ』 『クレープ』               | Nattō Supa Kurēpu         | 5 septembre 2017      |
| 11 | Carpaccio de thon et pains au curry      | 『カルパッチョ』 『カレーパン』         | Karupaccho Karē Pan       | 12 septembre 2017     |
| 12 | Soupe au porc et croquettes              | 『豚汁』 『コロッケ』                   | Tonjiru Korokke           | 19 septembre 2017     |

### Annotations
1. ↑  La série est programmée pour la nuit du 3 juillet à 1 h 35, soit le 4 juillet à 1 h 35 JST.

### Sources
1. 1 2 3 4 5  (en) « Restaurant to Another World Anime Reveals Teaser Video, More Cast, July 3 Premiere », sur Anime News Network, 29 mai 2017 (consulté le 10 juillet 2017)
2. 1 2  (en) « Junichi Suwabe, Sumire Uesaka Star in Restaurant to Another World TV Anime », sur Anime News Network, 29 avril 2017 (consulté le 10 juillet 2017)
3. 1 2 3 4 5 6 7 8 9  (en) « Restaurant to Another World Anime Reveals Promo Video, 5 More Cast Members », sur Anime News Network, 17 juin 2017 (consulté le 10 juillet 2017)
4. 1 2 3 4 5 6 7 8 9 10 11 12 13 14 15 16 17 18 19 20 21 22 23 24  (ja) « Personnages », sur Site officiel (consulté le 10 juillet 2017)
5. 1 2 3 4 5 6 7 8 9  (ja) « Staff&Cast », sur Site officiel (consulté le 10 juillet 2017)
6. ↑  (ja) Junpei Inuzuka, « 異世界食堂 », sur Shōsetsuka ni narō (consulté le 10 juillet 2017)
7. ↑  (ja) « 異世界食堂 », sur Shufunotomo (consulté le 10 juillet 2017)
8. ↑  (ja) « アニメ化企画も進行中、異世界グルメファンタジー「異世界食堂」マンガ版がYGで », sur natalie.mu,‎ 18 novembre 2016 (consulté le 10 juillet 2017)
9. ↑  (ja) « 『ヤングガンガン』No.13 本日発売！ », sur Square Enix,‎ 21 juin 2019 (consulté le 16 octobre 2019)
10. 1 2 3 4  (en) « Isekai Shokudō Gourmet Fantasy Light Novels' Author: Anime Is in the Works », sur Anime News Network, 7 septembre 2017 (consulté le 10 juillet 2017)
11. ↑  (ja) « 【6月24日付】本日発売の単行本リスト », sur natalie.mu,‎ 24 juin 2016 (consulté le 16 octobre 2019)
12. ↑  (ja) « 【6月25日付】本日発売の単行本リスト », sur natalie.mu,‎ 25 juin 2019 (consulté le 16 octobre 2019)
13. 1 2  (en) « Anime To Adapt "The Other World Dining Hall ~Isekai Shokudou~" », sur Crunchyroll, 7 septembre 2016 (consulté le 10 juillet 2017)
14. 1 2  « Le roman Isekai Shokudo adapté en anime », sur adala-news, 7 septembre 2016 (consulté le 10 juillet 2017)
15. ↑  (en) « Isekai Shokudo Gourmet Fantasy Anime Project to Air on TV », sur Anime News Network, 18 novembre 2016 (consulté le 10 juillet 2017)
16. ↑  (ja) « ON AIR », sur Site officiel (consulté le 10 juillet 2017)
17. ↑  « ANNONCE : Quatre premiers titres à suivre en simulcast cet été sur Crunchyroll », sur Crunchyroll, 27 juin 2017 (consulté le 10 juillet 2017)
18. ↑  (en) « Crunchyroll to Stream A Centaur's Life, Classroom of the Elite, Restaurant to Another World, Saiyuki Reload Blast Anime », sur Anime News Network, 27 juin 2017 (consulté le 10 juillet 2017)
19. ↑  (en) « Isekai Shokudō TV Anime's Staff, Visual, Summer Premiere Revealed », sur Anime News Network, 18 avril 2017 (consulté le 10 juillet 2017)
20. ↑  (en) « May'n, Wake Up Girls, Kiyono Yasuno Sing Restaurant to Another World Anime's Themes », sur Anime News Network, 13 mai 2017 (consulté le 10 juillet 2017)
21. ↑  (ja) « Discography », sur Site officiel, 23 mai 2017 (consulté le 10 juillet 2017)
22. ↑  « La deuxième saison de Restaurant to Another World annoncée pour le 1er octobre », sur Anime News Network (consulté le 28 août 2021)

### Œuvres
Édition japonaise
Light novel
1. 1 2  (ja) « 異世界食堂 1巻 », sur Shufunotomo (consulté le 10 juillet 2017)
2. 1 2  (ja) « 異世界食堂 2巻 », sur Shufunotomo (consulté le 10 juillet 2017)
3. 1 2  (ja) « 異世界食堂 3巻 », sur Shufunotomo (consulté le 10 juillet 2017)
4. 1 2  (ja) « 異世界食堂 4巻 », sur Shufunotomo (consulté le 10 juillet 2017)
5. 1 2  (ja) « 異世界食堂 5巻 », sur Shufunotomo (consulté le 16 avril 2019)

Manga
1. 1 2  (ja) « 異世界食堂 1 », sur Square Enix (consulté le 10 juillet 2017)
2. 1 2  (ja) « 異世界食堂 2 », sur Square Enix (consulté le 23 décembre 2017)
3. 1 2  (ja) « 異世界食堂 3 », sur Square Enix (consulté le 19 août 2018)
4. 1 2  (ja) « 異世界食堂 4 », sur Square Enix (consulté le 7 juin 2019)